# Vidette (Georgia)
Vidette – miasto w Stanach Zjednoczonych, w stanie Georgia, w hrabstwie Burke.